# Strihovce, Snina
Strihovce este o comună slovacă, aflată în districtul Snina din regiunea Prešov, pe malul râului Strihovský potok⁠(d). Localitatea se află la altitudinea de 425 m deasupra n.m., se întinde pe o suprafață de 13,22 km2 și în 2017 număra 153 de locuitori. Se învecinează cu Ladomirov, Šmigovec, Snina, Hrabová Roztoka și Vyšná Rybnica.

## Istoric
Localitatea Strihovce este atestată documentar din 1323.

## Demografie
| An:                | 1994 | 2004    | 2014   | 2024    |
| ------------------ | ---- | ------- | ------ | ------- |
| Număr de persoane: | 228  | 175     | 159    | 119     |
| Diferență:         |      | −23,24% | −9,14% | −25,15% |

| An:                | 2023 | 2024   |
| ------------------ | ---- | ------ |
| Număr de persoane: | 123  | 119    |
| Diferență:         |      | −3,25% |